# Thenissey
Thenissey – miejscowość i gmina we Francji, w regionie Burgundia-Franche-Comté, w departamencie Côte-d’Or.
Według danych na rok 1990 gminę zamieszkiwało 131 osób, a gęstość zaludnienia wynosiła 13 osób/km² (wśród 2044 gmin Burgundii Thenissey plasuje się na 779. miejscu pod względem liczby ludności, natomiast pod względem powierzchni na miejscu 926.).